# WBFJ
Koordinaten: 36° 6′ 14,5″ N, 80° 14′ 52″ W

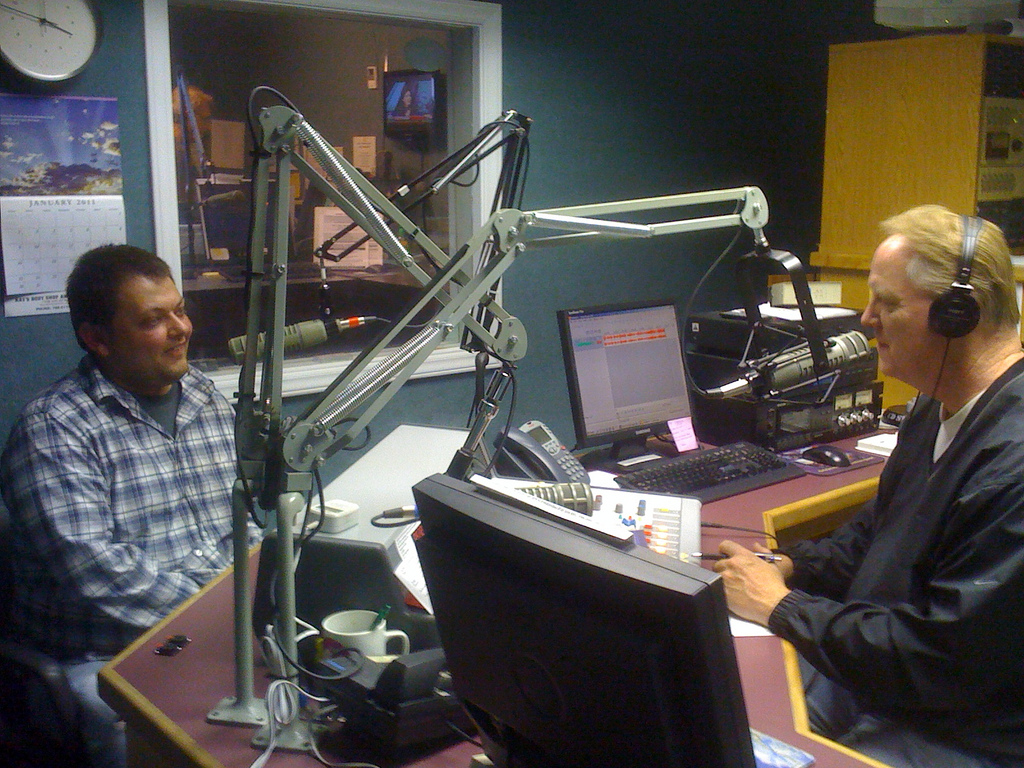
Rob Blackwell zu Gast bei WBFJ

WBFJ ist der Name von zwei US-amerikanischen religiösen Hörfunksendern aus Winston-Salem im US-Bundesstaat North Carolina, von denen einer über Mittelwelle, der andere über UKW übertragen wird.

## Mittelwellensender
Der Mittelwellensender WBFJ-AM (Branding: „Christian Talk + Teach“) sendet auf der Mittelwellen-Frequenz 1550 kHz mit 1 kW. Eigentümer und Betreiber ist das Triad Family Network, Inc..

## UKW-Sender
Der UKW-Sender WBFJ-FM (Branding: „Your Family Station “) sendet auf der UKW-Frequenz 89,3 MHz. Eigentümer und Betreiber ist das Triad Family Network, Inc.